# Động cơ diesel

Động cơ diesel được chế tạo bởi Langen & Wolf theo giấy phép, 1898.

Động cơ Diesel hay còn gọi là động cơ nén cháy (compression-ignition) hay động cơ CI, được đặt theo tên của Rudolf Diesel. Động cơ Diesel là một loại động cơ đốt trong, trong đó việc đánh lửa nhiên liệu được gây ra bởi nhiệt độ cao của không khí trong xi lanh do nén cơ học (nén đoạn nhiệt). Điều này trái ngược với các động cơ đánh lửa như động cơ xăng hay động cơ ga (sử dụng nhiên liệu khí) sử dụng bộ đánh lửa để đốt cháy hỗn hợp nhiên liệu-không khí.
Động cơ diesel hoạt động bằng cách chỉ nén không khí. Điều này làm tăng nhiệt độ không khí bên trong xi lanh lên cao đến mức nhiên liệu diesel được phun vào buồng đốt tự bốc cháy. Với nhiên liệu được đưa vào không khí ngay trước khi đốt, sự phân tán của nhiên liệu không đồng đều; đây được gọi là hỗn hợp nhiên liệu-không khí không đồng nhất. Mô-men xoắn mà động cơ diesel tạo ra được điều khiển bằng cách điều khiển tỷ lệ nhiên liệu-không khí (λ); thay vì điều tiết khí nạp, động cơ diesel phụ thuộc vào việc thay đổi lượng nhiên liệu được phun và tỷ lệ nhiên liệu-không khí thường cao.
Động cơ diesel có hiệu suất nhiệt cao nhất (hiệu suất động cơ) của bất kỳ động cơ đốt trong hoặc đốt ngoài thực tế nào do hệ số giãn nở rất cao và đốt cháy nghèo vốn có cho phép tản nhiệt bởi không khí dư thừa. Một sự mất mát hiệu suất nhỏ cũng được tránh so với động cơ xăng phun vô hướng hai thì vì nhiên liệu không cháy không có ở chụp xupap và do đó nhiên liệu không đi trực tiếp từ đầu vào ra ống xả. Động cơ diesel tốc độ thấp (như được sử dụng trong tàu và các ứng dụng khác trong đó trọng lượng tổng thể của động cơ tương đối không quan trọng) có thể đạt hiệu suất hiệu quả lên tới 55%.
Động cơ diesel có thể được thiết kế theo chu kỳ hai thì hoặc bốn thì. Chúng ban đầu được sử dụng như là một sự thay thế hiệu quả hơn so với động cơ hơi nước cố định. Từ những năm 1910, chúng đã được sử dụng trong tàu ngầm và tàu thủy. Sau đó, nó còn được sử dụng trong đầu máy, xe tải, máy xây dựng và nhà máy điện. Vào những năm 1930, chúng dần bắt đầu được sử dụng trong một vài chiếc ô tô. Kể từ những năm 1970, việc sử dụng động cơ diesel trong các phương tiện trên đường và xe địa hình lớn hơn ở Mỹ đã tăng lên. Theo Konrad Reif, trung bình ở EU, ô tô diesel chiếm một nửa số ô tô mới đăng ký.
Các động cơ diesel lớn nhất thế giới được đưa vào sử dụng là động cơ diesel thủy phi cơ 14 xi-lanh, hai thì; chúng tạo ra công suất cực đại gần 100 MW mỗi cái.

## Lịch sử

### Ý tưởng của Diesel

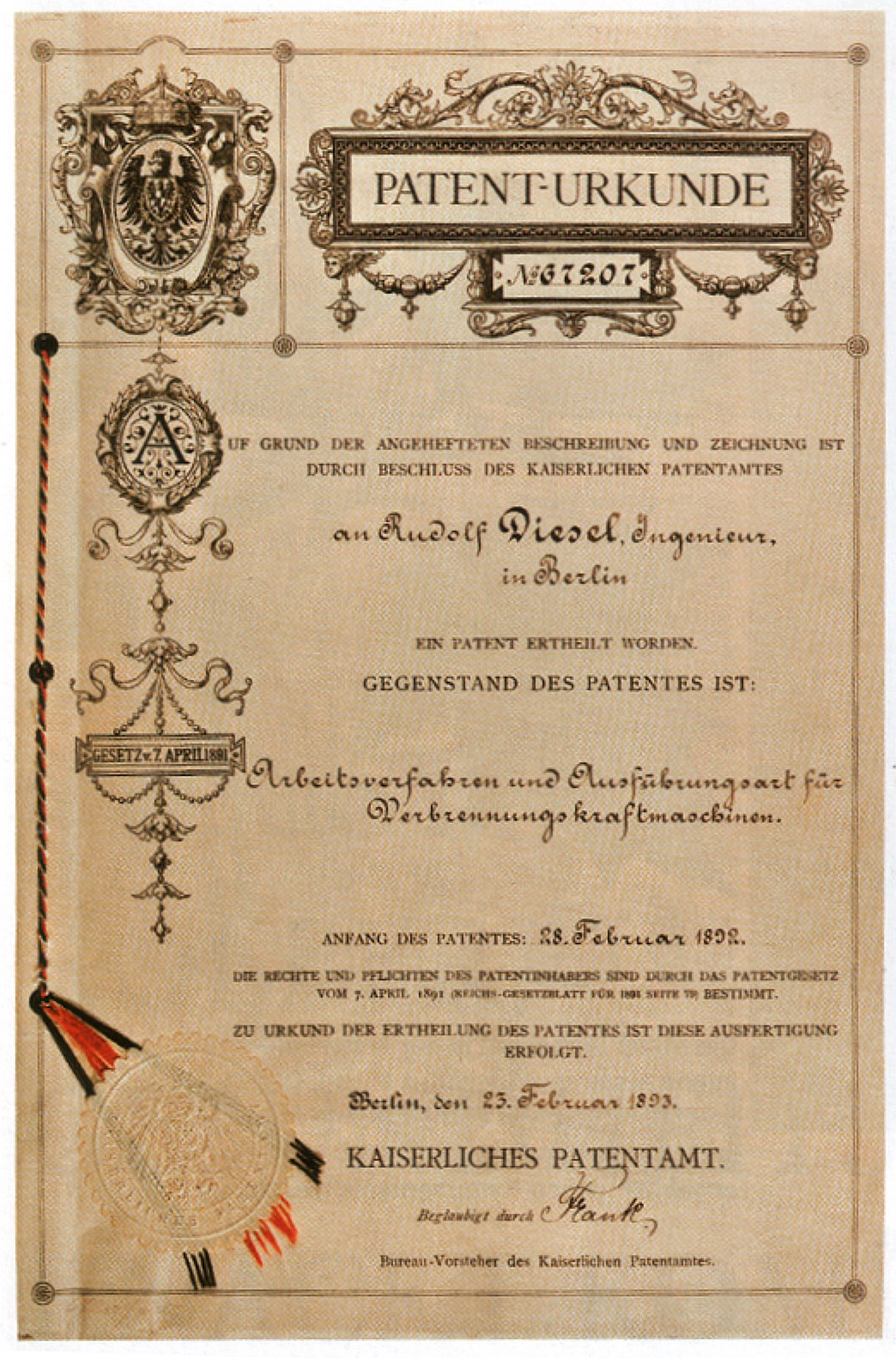
Bằng sáng chế năm 1893 của Rudolf Diesel về một động cơ nhiệt thuần túy

Động cơ thử nghiệm đầu tiên của Diesel 1893

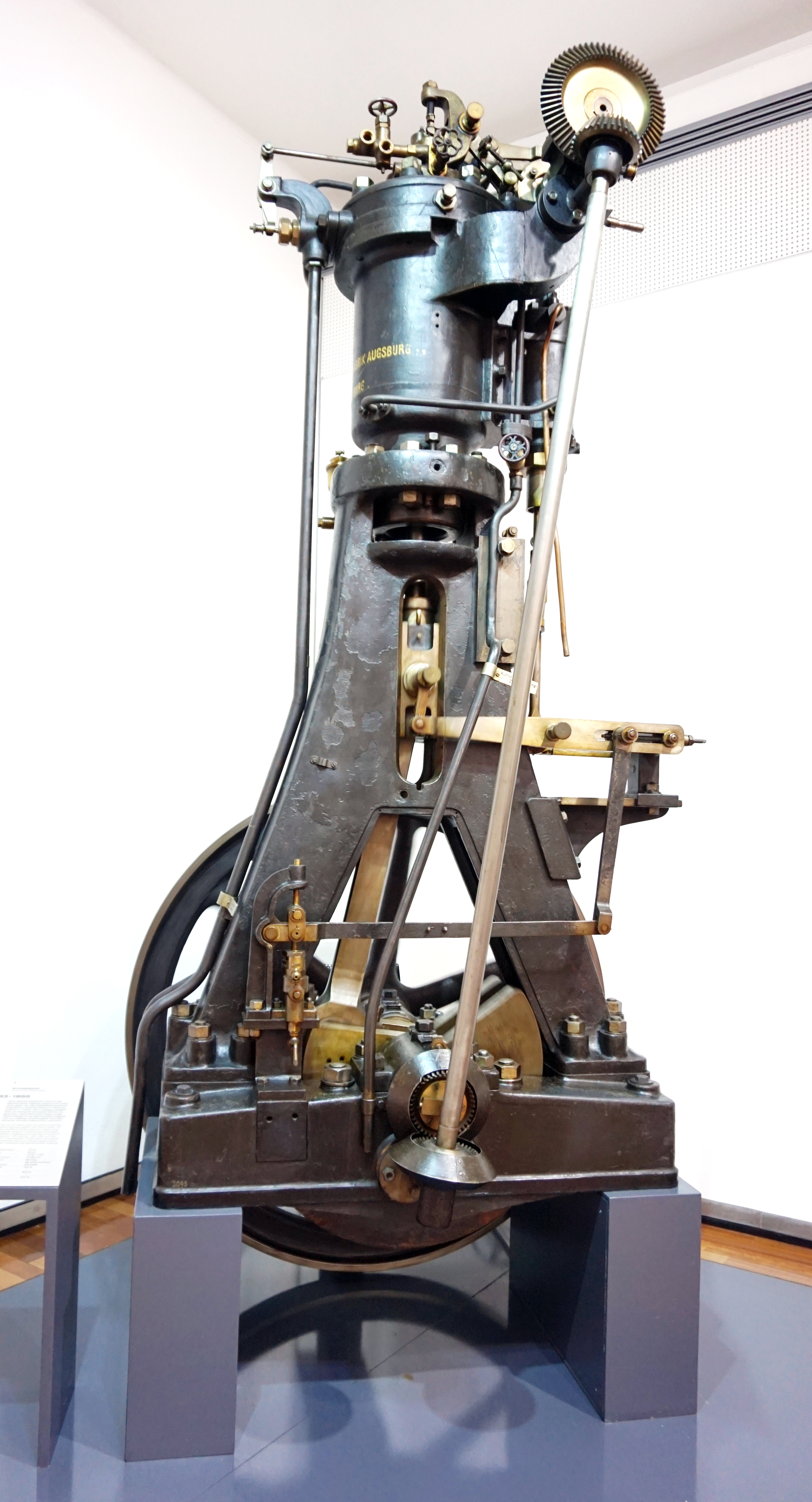
Nguyên mẫu thứ hai của Diesel. Nó là một sửa đổi của động cơ thử nghiệm đầu tiên. Vào ngày 17 tháng 2 năm 1894, lần đầu tiên động cơ này chạy bằng năng lượng của chính nó.
Hiệu suất có ích 16.6%
Tiêu thụ nhiên liệu 519 g·kW^{−1}·h^{−1}

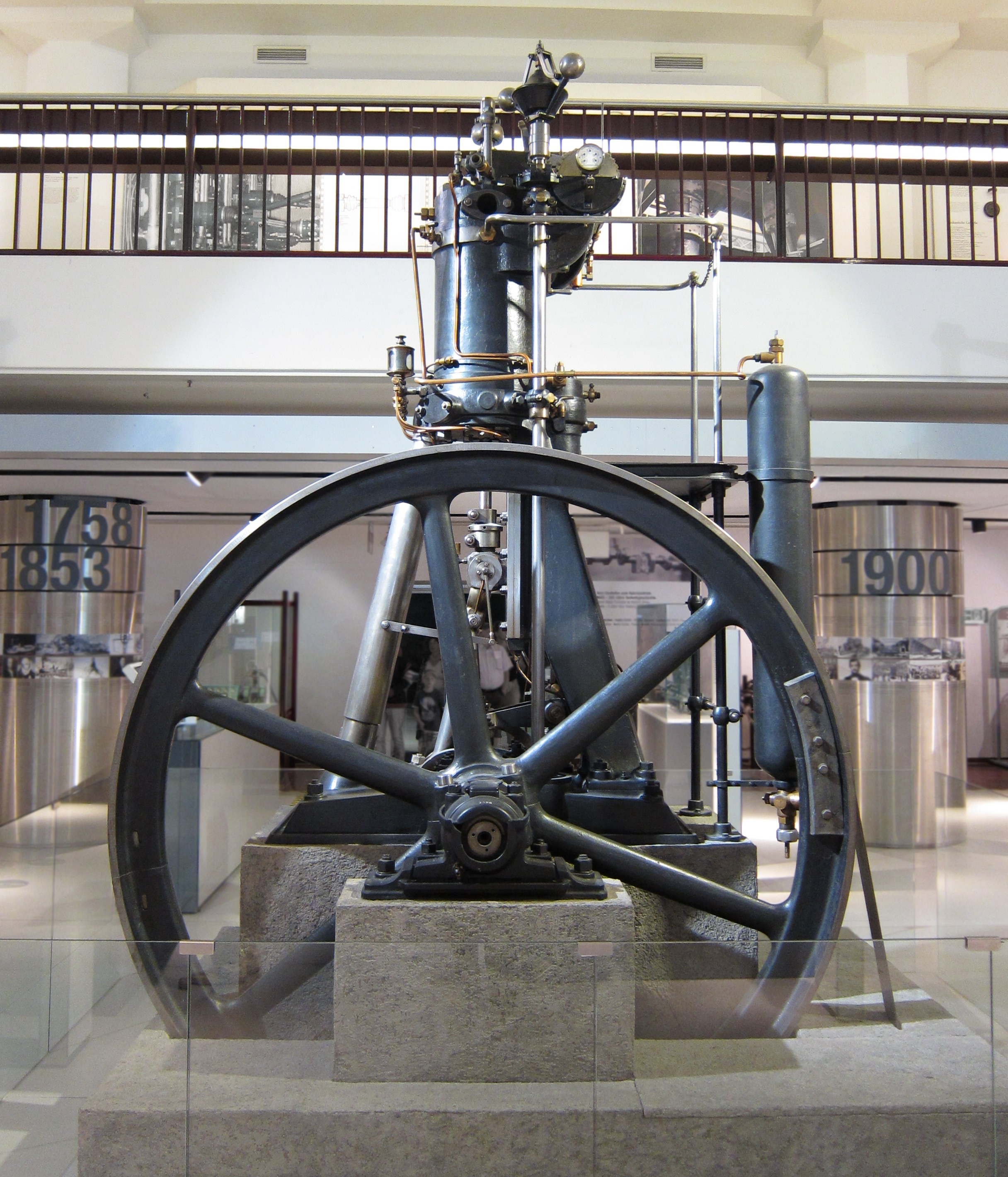
Động cơ diesel đầy đủ chức năng đầu tiên được thiết kế bởi Imanuel Lauster, được chế tạo từ con số không và hoàn thành vào tháng 10 năm 1896.
Công suất định mức 13.1 kW
Hiệu suất có ích 26.2%
Tiêu thụ nhiên liệu 324 g·kW^{−1}·h^{−1}.

Năm 1878, Rudolf Diesel, một sinh viên tại "Polytechnikum" ở Munich, đã tham dự các bài giảng của Carl von Linde. Linde giải thích rằng các động cơ hơi nước có khả năng chuyển đổi chỉ 6-10% năng lượng nhiệt thành công có ích, nhưng chu trình Carnot cho phép chuyển đổi nhiều năng lượng nhiệt hơn thành công bằng phương pháp thay đổi đẳng nhiệt. Theo Diesel, điều này đã nhen nhóm ý tưởng tạo ra một động cơ hiệu quả cao có thể hoạt động theo chu trình Carnot. Diesel cũng đã được tiếp xúc với một piston lửa, một bộ đánh lửa truyền thống sử dụng các nguyên lý nén đoạn nhiệt nhanh mà Linde đã có được từ Đông Nam Á. Sau nhiều năm thực hiện các ý tưởng của mình, Diesel đã xuất bản chúng vào năm 1893 trong bài tiểu luận Lý thuyết và Xây dựng Động cơ Nhiệt thuần túy.
Diesel đã bị chỉ trích nặng nề vì bài luận của mình, nhưng chỉ một số ít thấy được sai lầm mà ông đã mắc phải; động cơ nhiệt thuần túy của ông được cho là sử dụng chu kỳ nhiệt độ không đổi (với nén đẳng nhiệt) đòi hỏi mức độ nén cao hơn nhiều so với mức cần thiết để nén đánh lửa. Ý tưởng của Diesel là nén không khí chặt đến mức nhiệt độ của không khí sẽ vượt quá nhiệt độ của quá trình đốt cháy. Tuy nhiên, một động cơ như vậy không bao giờ có thể sinh được bất kì công có ích nào. Trong bằng sáng chế năm 1892 của Hoa Kỳ (được cấp vào năm 1895) #542846, Diesel mô tả việc nén cần thiết như thế nào cho chu trình của mình:
"Không khí sạch trong khí quyển được nén theo đường cong 1 2, ở mức độ mà trước khi đánh lửa hoặc sự cháy xảy ra, áp suất cao nhất của sơ đồ và nhiệt độ cao nhất thu được - nghĩa là nhiệt độ mà tại đó quá trình cháy tiếp theo phải diễn ra, không phải là điểm cháy hoặc điểm bắt lửa. Để làm rõ hơn, giả sử rằng quá trình đốt tiếp theo sẽ diễn ra ở nhiệt độ 700 °. Trong trường hợp đó, áp suất ban đầu phải là sáu mươi tư atm, hoặc ở 800 độ C. áp suất phải là chín mươi atm, v.v. Do đó, không khí sau khi được nén dần dần được đưa vào một lượng nhiên liệu được phân chia thật mịn bên ngoài, sẽ bốc cháy khi đưa vào, vì không khí ở nhiệt độ vượt xa điểm bắt lửa của nhiên liệu. Điểm đặc trưng của chu trình theo sáng chế của tôi là, tăng áp suất và nhiệt độ lên đến mức tối đa, không phải bằng cách đốt, mà trước khi đốt bằng sự nén khí cơ học, và sau đó thực hiện công tiếp theo mà không tăng áp suất và nhiệt độ bằng cách đốt cháy dần dần trong một phần của chu trình được xác định bởi dầu ướt". 
Đến tháng 6 năm 1893, Diesel đã nhận ra chu kỳ ban đầu của mình sẽ không hoạt động và ông đã áp dụng chu trình đẳng áp. Diesel mô tả chu kỳ trong ứng dụng bằng sáng chế năm 1895 của mình. Lưu ý rằng không còn đề cập đến nhiệt độ nén vượt quá nhiệt độ cháy. Bây giờ người ta chỉ đơn giản nói rằng việc nén phải đủ để kích hoạt đánh lửa.
"1. Trong động cơ đốt trong, sự kết hợp giữa xi lanh và piston được chế tạo và bố trí để nén không khí ở một mức độ tạo ra nhiệt độ trên điểm bắt lửa của nhiên liệu, một nguồn cấp khí nén hoặc ga; một nguồn cấp nhiên liệu, một van phân phối nhiên liệu, một đường dẫn từ nguồn cấp khí đến xi lanh liên kết với van phân phối nhiên liệu, cửa vào xi lanh phải liên kết với việc cấp khí và với van nhiên liệu và dầu ướt. " Xem bằng sáng chế Hoa Kỳ # 608845 đã nộp 1895 / được cấp năm 1898 
Năm 1892, Diesel đã nhận được bằng sáng chế ở Đức, Thụy Sĩ, Vương quốc Anh và Hoa Kỳ cho "Phương pháp và thiết bị chuyển đổi nhiệt thành công cơ học". Vào năm 1894 và 1895, ông đã nộp bằng sáng chế và phụ lục về động cơ của mình ở nhiều quốc gia; các bằng sáng chế đầu tiên được cấp ở Tây Ban Nha (số 16.654), Pháp (số 243.531) và Bỉ (số 113.139) vào tháng 12 năm 1894 và ở Đức (số 86.633) vào năm 1895 và Hoa Kỳ (số 608.845) vào năm 1898.
Diesel đã bị tấn công và chỉ trích trong một khoảng thời gian vài năm. Các nhà phê bình đã tuyên bố rằng Diesel không bao giờ phát minh ra một động cơ mới và việc phát minh ra động cơ diesel là gian lận. Otto Köhler và Emil Capitaine là hai trong số những nhà phê bình nổi bật nhất thời Diesel. Köhler đã xuất bản một bài luận vào năm 1887, trong đó ông mô tả một động cơ tương tự như động cơ mà Diesel mô tả trong bài tiểu luận năm 1893 của ông. Köhler cho rằng một động cơ như vậy không thể sinh công. Emil Capitaine đã chế tạo một động cơ dầu với đánh lửa ống phát sáng vào đầu những năm 1890;; ông tuyên bố dù thấy làm như vậy là thiếu khôn ngoan, rằng động cơ đánh lửa ống phát sáng của ông hoạt động giống như động cơ của Diesel. Tuyên bố của ông là không có cơ sở và ông đã thua một vụ kiện bằng sáng chế chống lại Diesel. Các động cơ khác, như động cơ Akroyd và động cơ Brayton, cũng sử dụng chu trình vận hành khác với chu trình động cơ diesel. Friedrich Sass nói rằng động cơ diesel là "công trình rất riêng" của Diesel và bất kỳ "chuyện hoang đường Diesel" nào cũng là "làm sai lệch lịch sử".

### Động cơ diesel đầu tiên
Diesel đã tìm kiếm các công ty và nhà máy sẽ chế tạo động cơ của mình. Với sự giúp đỡ của Moritz Schröter và Max Friedrich Gutermuth, ông đã thành công trong việc thuyết phục cả Krupp ở Essen và Maschinenfabrik Augsburg. Hợp đồng được ký vào tháng 4 năm 1893, và vào đầu mùa hè năm 1893, động cơ nguyên mẫu đầu tiên của Diesel được chế tạo tại Augsburg. Vào ngày 10 tháng 8 năm 1893, lần đánh lửa đầu tiên diễn ra, nhiên liệu được sử dụng là xăng. Vào mùa đông 1893/1894, Diesel đã thiết kế lại động cơ hiện có và đến ngày 18 tháng 1 năm 1894, các chuyên viên cơ khí của ông đã chuyển đổi nó thành nguyên mẫu thứ hai. Vào ngày 17 tháng 2 năm 1894, động cơ được thiết kế lại đã chạy được 88 vòng quay - một phút; với tin tức này, cổ phiếu của Maschinenfabrik Augsburg đã tăng 30%, cho thấy nhu cầu dự đoán rất lớn đối với động cơ hiệu quả hơn. Vào ngày 26 tháng 6 năm 1895, động cơ đạt được hiệu suất hiệu quả 16,6% và có mức tiêu thụ nhiên liệu 519 g·kW−1·h−1. Tuy nhiên, mặc dù đã chứng minh được khái niệm, động cơ đã gây ra sự cố, và Diesel không thể đạt được bất kỳ tiến bộ đáng kể nào. Do đó, Krupp đã cân nhắc việc hủy bỏ hợp đồng mà họ đã thực hiện với Diesel.  Diesel đã buộc phải cải tiến thiết kế động cơ của mình và vội vã chế tạo động cơ nguyên mẫu thứ ba. Từ ngày 8 tháng 11 đến ngày 20 tháng 12 năm 1895, nguyên mẫu thứ hai đã chạy thử nghiệm thành công hơn 111 giờ. Trong báo cáo tháng 1 năm 1896, đây được coi là một thành công.
Vào tháng 2 năm 1896, Diesel đã cân nhắc việc tăng áp cho nguyên mẫu thứ ba. Imanuel Lauster, người được lệnh vẽ nguyên mẫu thứ ba, đã hoàn thành các bản vẽ vào ngày 30 tháng 4 năm 1896. Vào mùa hè năm đó, động cơ được chế tạo, nó được hoàn thành vào ngày 6 tháng 10 năm 1896. Các thử nghiệm được tiến hành cho đến đầu năm 1897. Các thử nghiệm công khai đầu tiên bắt đầu vào ngày 1 tháng 2 năm 1897. Thử nghiệm của Moritz Schröter vào ngày 17 tháng 2 năm 1897 là thử nghiệm chính của động cơ Diesel. Động cơ đạt công suất 13.1 kW với mức tiêu thụ nhiên liệu cụ thể là 324 g·kW−1·h−1,, hiệu suất có ích là 26,2%. Đến năm 1898, Diesel đã trở thành triệu phú.

### Các sự kiện

#### Thập niên 1890
- 1893: Bài tiểu luận của Rudolf Diesel có tiêu đề  Lý thuyết và xây dựng động cơ nhiệt thuần túy  xuất hiện.[46][47]
- 1893: 21 tháng 2, Diesel và Maschinenfabrik Augsburg ký hợp đồng cho phép Diesel chế tạo động cơ nguyên mẫu.[48]
- 1893: 23 tháng 2, Diesel có được bằng sáng chế (RP 67207) có tiêu đề "Arbeitsverfahren und Ausführungsart für Verbrennungsmaschinen" (Phương pháp công nghệ sinh công với động cơ đốt trong).
- 1893: 10 tháng 4, Diesel và Krupp ký hợp đồng cho phép Diesel chế tạo động cơ nguyên mẫu. [48]
- 1893: 24 tháng 4, cả Krupp và Maschinenfabrik Augsburg quyết định hợp tác và xây dựng chỉ một nguyên mẫu duy nhất ở Augsburg. [48] [30]
- 1893: Tháng 7, nguyên mẫu đầu tiên được hoàn thành. [49]
- 1893: Ngày 10 tháng 8, Diesel phun nhiên liệu (xăng) lần đầu tiên, dẫn đến cháy, phá hủy đồng hồ đo. [50]
- 1893: Tháng 11, Diesel xin cấp bằng sáng chế (RP 82168) cho quy trình đốt được sửa đổi.[51][52]
- 1894: Ngày 18 tháng 1, sau khi nguyên mẫu đầu tiên được sửa đổi để trở thành nguyên mẫu thứ hai, thử nghiệm với nguyên mẫu thứ hai bắt đầu. [31]
- 1894: 17 tháng 2, Nguyên mẫu thứ hai chạy lần đầu tiên. [4]
- 1895: 30 tháng 3, Diesel xin cấp bằng sáng chế (RP 86633) cho quy trình khởi động với khí nén. [53]
- 1895: Ngày 26 tháng 6, nguyên mẫu thứ hai lần đầu tiên vượt qua thử nghiệm phanh. [33]
- 1895: Diesel áp dụng cho bằng sáng chế thứ hai của Bằng sáng chế Hoa Kỳ # 608845 [54]
- 1895: 8 tháng 11 - 20 tháng 12, một loạt các thử nghiệm với nguyên mẫu thứ hai được tiến hành. Tổng cộng, 111 giờ hoạt động được ghi lại. [37]
- 1896: Ngày 6 tháng 10, động cơ nguyên mẫu thứ ba và cuối cùng được hoàn thành. [5]
- 1897: Ngày 1 tháng 2, sau 4 năm, động cơ nguyên mẫu của Diesel đang chạy và cuối cùng đã sẵn sàng để thử nghiệm hiệu quả và sản xuất. [41]
- 1897: 9 tháng 10, Adolphus Busch cấp phép cho động cơ diesel cho Hoa Kỳ và Canada. [45] [55]
- 1897: 29 tháng 10, Rudolf Diesel có được bằng sáng chế (DRP 95680) về việc tăng áp cho động cơ diesel. [38]
- 1898: Ngày 1 tháng 2, Diesel Motoren-Fabrik Actien-Gesellschaft đã được đăng ký. [56]
- 1898: Tháng ba, động cơ diesel thương mại đầu tiên có công suất 2×30 PS (2×22 kW) được lắp đặt trong nhà máy Kempten của Vereinigte Zündholzfabriken A.G.[57][58]
- 1898: 17 tháng 9, Allgemeine Gesellschaft für Dieselmotoren A.-G. được thành lập. [59]
- 1899: Động cơ diesel hai thì đầu tiên được phát minh bởi Hugo Güldner được chế tạo. [44]

#### Thập niên 1900

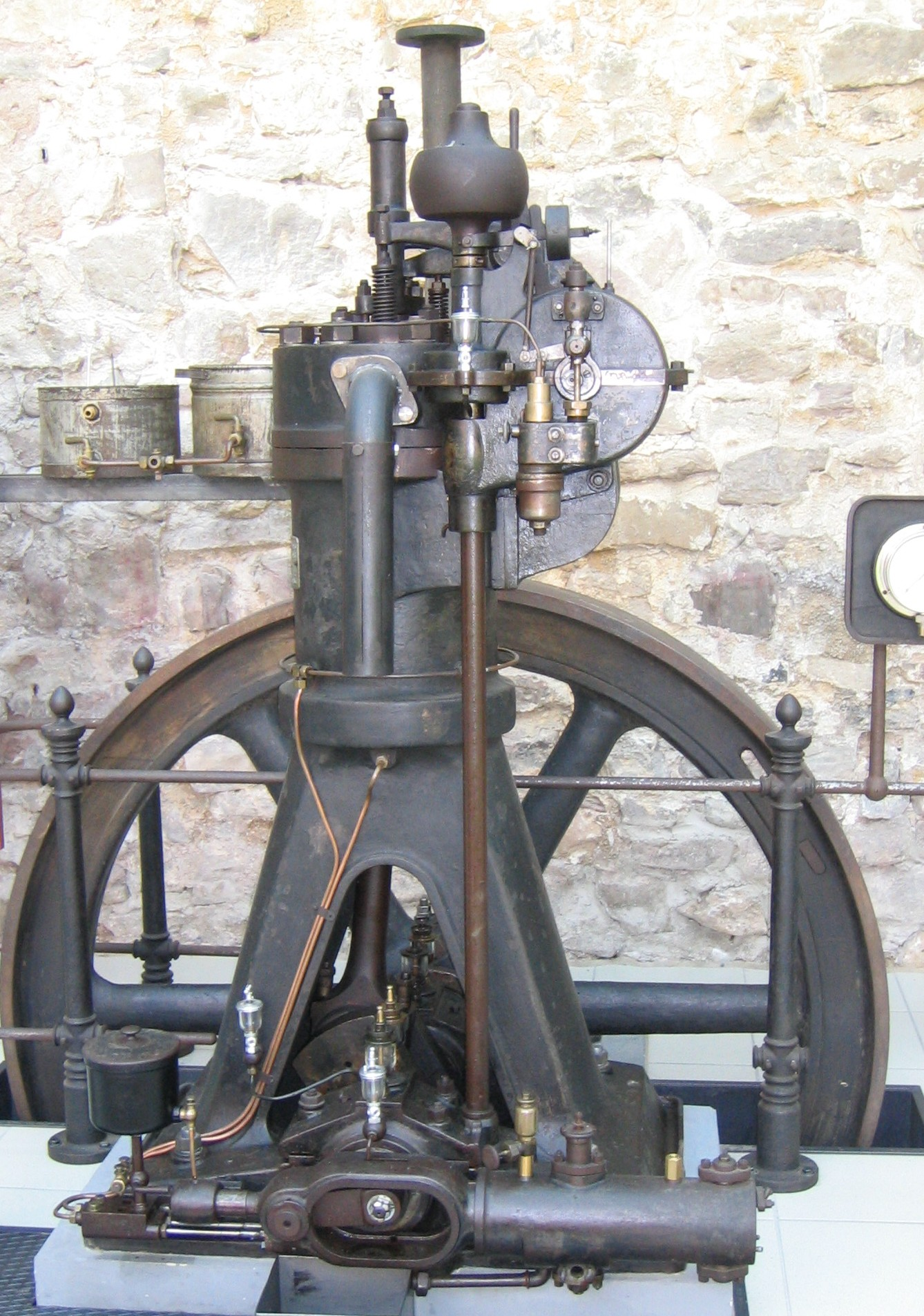
Một động cơ diesel piston ống MAN DM được chế tạo vào năm 1906. Sê-ri MAN DM được coi là một trong những động cơ diesel thành công về mặt thương mại đầu tiên.

- 1901: Imanuel Lauster thiết kế động cơ diesel piston ống đầu tiên (DM 70). [60]
- 1901: Đến năm 1901,  MAN đã sản xuất 77 xi lanh động cơ diesel thương mại. [61]
- 1903: Hai tàu chạy bằng diesel đầu tiên được hạ thủy để hoạt động trên sông và kênh: tàu chở dầu naphtha   Vandal  và   Sarmat . [62]
- 1904: Người Pháp ra mắt tàu ngầm động cơ diesel đầu tiên,  Aigrette. [63]
- 1905: 14 tháng 1: Diesel đăng ký bằng sáng chế về phun đơn vị (L20510I / 46a). [64]
- 1905: Tuabin tăng áp và bình làm mát trung gian cho động cơ diesel đầu tiên được sản xuất bởi Büchi. [65]
- 1906: Diesel Motoren-Fabrik Actien-Gesellschaft bị giải thể. [22]
- 1908: Bằng sáng chế của Diesel hết hạn. [66]
- 1908: Xe tải có động cơ diesel đầu tiên xuất hiện. [67]
- 1909: 14 tháng 3, Prosper L'Orange đăng kí một bằng sáng chế về  phun vào buồng đốt trước. [68] Sau đó, ông chế tạo động cơ diesel đầu tiên với hệ thống này. [69] [70]

#### Thập niên 1910
- 1910: MAN bắt đầu chế tạo động cơ diesel hai thì. [71]
- 1910: 26 tháng 11,  James McKechnie xin cấp bằng sáng chế về bộ phun. [72] Không giống như Diesel, ông đã xây dựng thành công bộ phun hoạt động được. [64] [73]
- 1911: 27 tháng 11, Allgemeine Gesellschaft für Dieselmotoren A.-G. bị giải thể. [56]
- 1911: Nhà máy đóng tàu Germania ở Kiel chế tạo động cơ diesel 850 PS (625 kW) cho tàu ngầm Đức. Các động cơ này được lắp đặt vào năm 1914. [74]
- 1912: MAN chế tạo động cơ diesel hai thì piston hoạt động kép đầu tiên. [75]
- 1912: Đầu máy xe lửa đầu tiên có động cơ diesel được sử dụng trên tuyến đường sắt  Winterthur-Romanshorn, Thụy Sĩ. [76]
- 1912:  Selandia  là tàu biển đầu tiên có động cơ diesel. [77]
- 1913: Động cơ diesel  NELSECO được lắp đặt trên tàu thương mại và tàu ngầm của Hải quân Hoa Kỳ. [78]
- 1913: 29 tháng 9, Rudolf Diesel chết một cách bí ẩn khi băng qua Eo biển Manche trên SS  Dresden .[79]
- 1914: MAN chế tạo động cơ hai thì 900 PS (662 kW) cho tàu ngầm Hà Lan.[80]
- 1919: Prosper L'Orange có được bằng sáng chế về mảnh ghép  Buồng đốt trước kết hợp  kim phun.[81][82][70] Động cơ diesel đầu tiên từ Cummins.[83][84]

#### Thập niên 1920

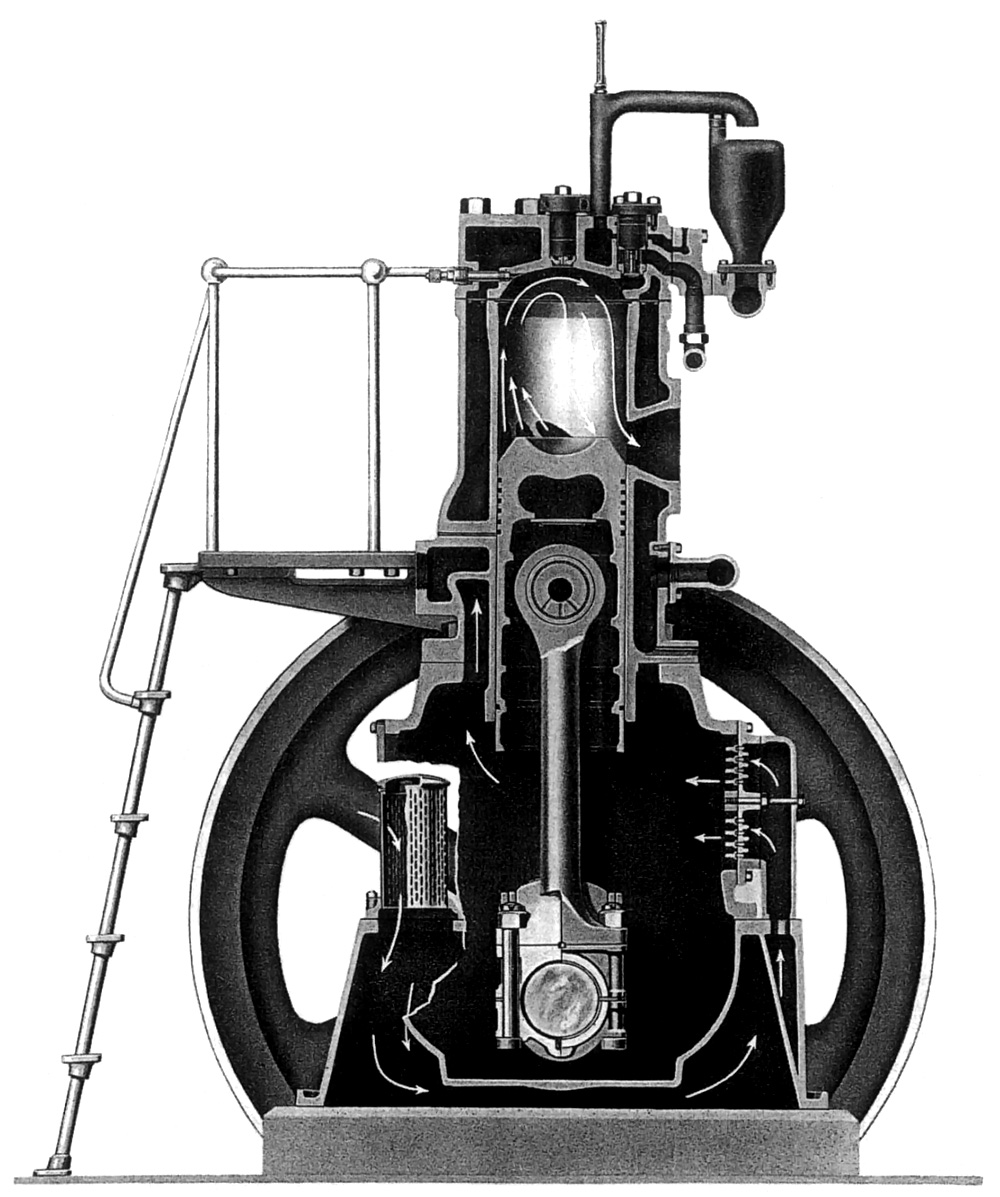
Fairbanks Morse model 32

- 1923: Tại triển lãm DLG Königsberg, máy kéo nông nghiệp đầu tiên có động cơ diesel, nguyên mẫu Benz-Sendling S6 được giới thiệu.[85]
- 1923: 15 tháng 12, xe tải đầu tiên có động cơ diesel phun trực tiếp được thử nghiệm bởi MAN. Cùng năm đó, Benz chế tạo một chiếc xe tải với động cơ diesel được phun nhiên liệu từ buồng đốt trước. [86]
- 1923: Động cơ diesel hai thì đầu tiên có chức năng quét dòng ngược xuất hiện. [87]
- 1924: Fairbanks-Morse giới thiệu Y-VA hai thì (sau đổi tên thành Model 32). [88]
- 1925: Sendling bắt đầu sản xuất hàng loạt máy kéo nông nghiệp chạy bằng diesel. [89]
- 1927:  Bosch giới thiệu bơm cao áp dọc đầu tiên cho động cơ diesel xe cơ giới. [90]
- 1929: Chiếc xe khách đầu tiên có động cơ diesel xuất hiện. Động cơ của nó là động cơ Otto được sửa đổi để sử dụng nguyên lý diesel và bơm cao áp của Bosch. Một số nguyên mẫu xe diesel khác ra đời. [91]

#### Thập niên 1930
- 1933:  Junkers Motorenwerke ở Đức bắt đầu sản xuất động cơ diesel hàng không được sản xuất hàng loạt thành công nhất mọi thời đại,  Jumo 205. Trước sự bùng nổ của Thế chiến II, hơn 900 mẫu được tạo ra. Công suất cất cánh định mức của nó là 645 mã lực. [92]
- 1933: General Motors sử dụng động cơ diesel Winton 201A hai thì mới để cung cấp điện cho triển lãm lắp ráp ô tô của mình tại Hội chợ Thế giới Chicago (A Century of Progress).[93] Động cơ có nhiều phiên bản khác nhau, từ 600-900 mã lực (447-671 kW).[94]
- 1934: Công ty Budd chế tạo xe lửa chở khách diesel-điện đầu tiên ở Mỹ,  Pioneer Zephyr 9900 , sử dụng động cơ Winton. [93]
- 1935: Citroën Rosalie được trang bị động cơ diesel phun buồng xoáy để thử nghiệm. [95] Daimler-Benz bắt đầu sản xuất Mercedes-Benz OM 138, động cơ diesel được sản xuất hàng loạt đầu tiên cho xe khách và là một trong số ít động cơ diesel xe khách có thể bán trên thị trường thời bấy giờ. Nó có công suất 45 PS (33 kW). [96]
- 1936: 4 tháng 3, khinh khí cầu LZ 129 Hindenburg, chiếc tàu bay lớn nhất từng được chế tạo, cất cánh lần đầu tiên. Nó được trang bị bốn động cơ diesel V16 Daimler-Benz LOF 6, công suất 1200 PS (883 mã lực) mỗi chiếc. [97]
- 1936: Bắt đầu sản xuất chiếc xe chở khách sản xuất hàng loạt đầu tiên với động cơ diesel (Mercedes-Benz 260 D). [91]
- 1937:  Konstantin Fyodorovich Chelpan phát triển động cơ diesel  V-2, sau này được sử dụng trong xe tăng [T-34] của Liên Xô, được coi là khung gầm xe tăng tốt nhất trong Thế chiến II. [98]
- 1938: General Motors thành lập Bộ phận GM Diesel, sau này trở thành Detroit Diesel và giới thiệu động cơ mã lực trung bình tốc độ cao  hai thì Series 71  dọc, phù hợp cho phương tiện giao thông đường bộ và ứng dụng hàng hải. [99]

#### Thập niên 1940
- 1946: Clessie Cummins có bằng sáng chế về  thiết bị phun và nạp nhiên liệu cho động cơ dầu  kết hợp các bộ phận riêng biệt để tạo áp suất phun và phun định thời. [100]
- 1946:  Klöckner-Humboldt-Deutz (KHD) giới thiệu một động cơ diesel sản xuất hàng loạt làm mát bằng không khí ra thị trường. [101]

#### Thập niên 1950

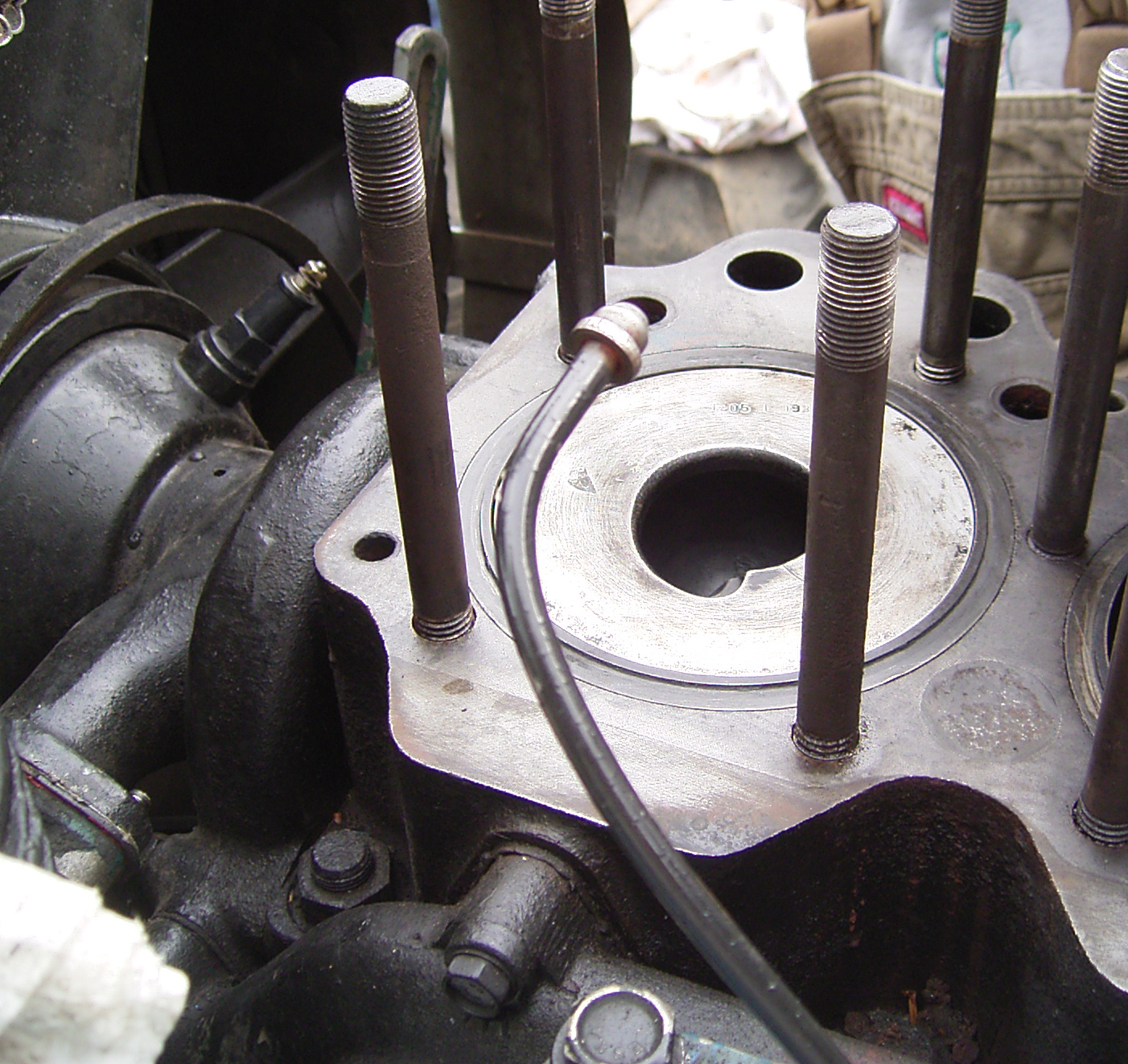
Piston của động cơ diesel loại buồng đốt cầu trung tâm MAN M-System (4 VS 14,5 / 12-1 SRW)

- Những năm 1950:  KHD trở thành công ty dẫn đầu thị trường động cơ diesel làm mát bằng không khí. [102]
- 1951: J. Siegfried Meker có bằng sáng chế về  M-System , một thiết kế kết hợp buồng đốt hình cầu trung tâm trong pít-tông (DBP 865683). [103]
- 1953: Động cơ diesel xe khách  phun buồng xoáy sản xuất hàng loạt đầu tiên (Borgward/Fiat). [72]
- 1954: Daimler-Benz giới thiệu  Mercedes-Benz OM 312 A, động cơ diesel công nghiệp 6 xy-lanh thẳng hàng 4,6 lít với bộ tăng áp kiểu tua bin, công suất 115 PS (85 kW). Nó chứng tỏ là không đáng tin cậy. [104]
- 1954: Volvo sản xuất một loạt nhỏ gồm 200 đơn vị động cơ TD 96 có tăng áp kiểu tua bin. Động cơ 9,6 lít này có công suất 136 mã lực. [105]
- 1955: Tăng áp cho động cơ diesel hai thì MAN trở thành tiêu chuẩn. [87]
- 1959: Peugeot 403 trở thành chiếc mui kín/ xe hòm chở khách được sản xuất hàng loạt đầu tiên được sản xuất bên ngoài Tây Đức được cung cấp với tùy chọn động cơ diesel.[106]

#### Thập niên 1960

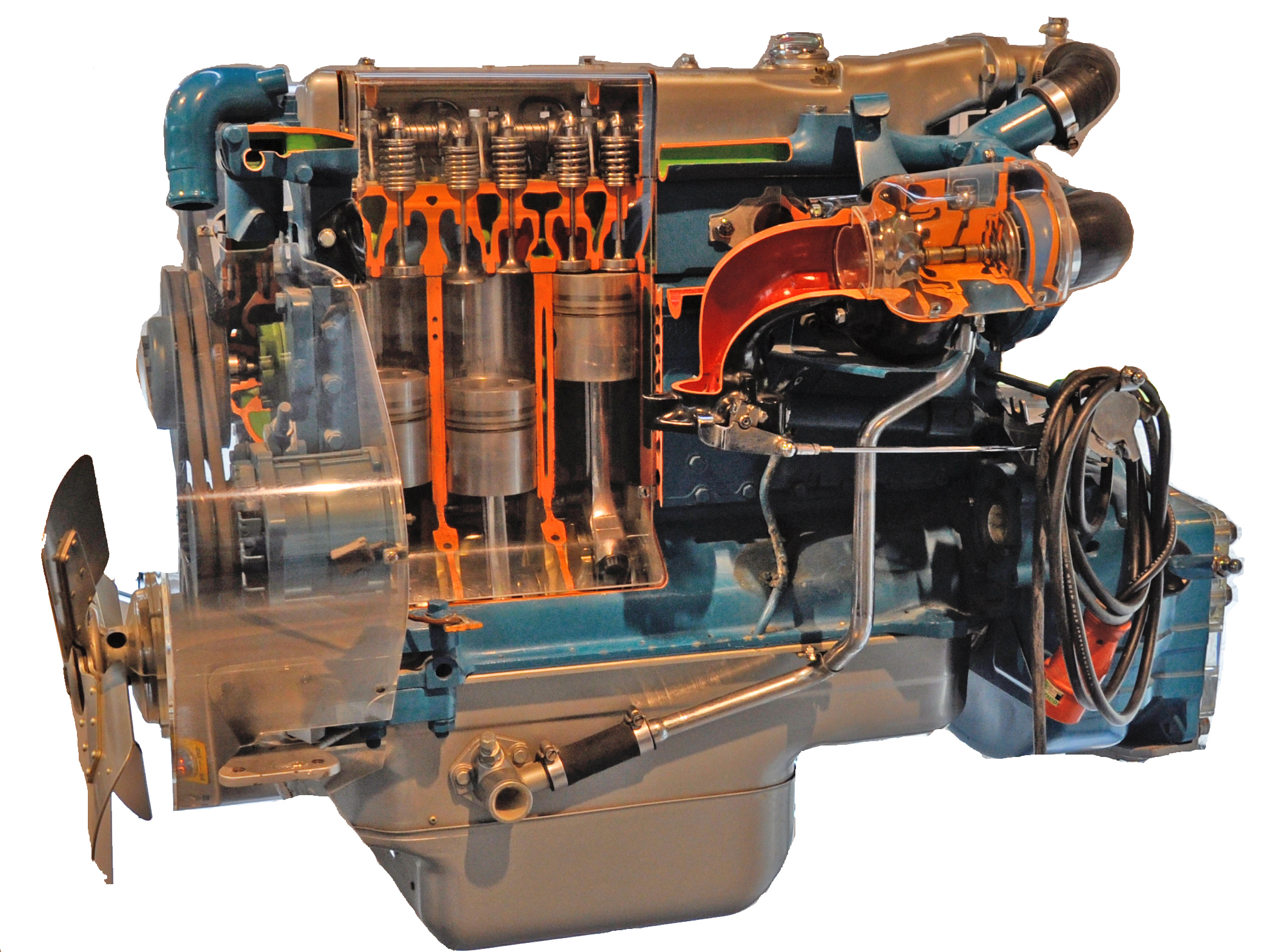
Mercedes-Benz OM 352, một trong những động cơ diesel Mercedes-Benz được bơm trực tiếp đầu tiên. Nó được giới thiệu vào năm 1963, nhưng việc sản xuất hàng loạt chỉ bắt đầu vào mùa hè năm 1964.

- Mùa hè 1964: Daimler-Benz chuyển từ phun buồng đốt trước sang phun trực tiếp có kiểm soát bằng vít.
- 1962-65: Một hệ thống phanh nén diesel được sản xuất bởi  Công ty sản xuất Jacobs và có biệt danh là "Phanh Jake", được phát minh và cấp bằng sáng chế bởi Clessie Cummins. [108]

#### Thập niên 1970
- 1972: KHD giới thiệu Hệ thống AD,  Allstoff-Direkteinspritzung , (phun nhiên liệu trực tiếp bất kỳ loại nhiên liệu nào), cho động cơ diesel của mình. Động cơ AD có thể hoạt động trên hầu hết mọi loại nhiên liệu lỏng, nhưng chúng được trang bị một bugi phụ trợ đánh lửa nếu chất lượng đánh lửa của nhiên liệu quá thấp. [109]
- 1976: Việc phát triển phun đường ống chung bắt đầu tại ETH Zürich. [110]
- 1976:  Volkswagen Golf trở thành chiếc xe mui kín / xe hòm nhỏ gọn đầu tiên được cung cấp với tùy chọn động cơ diesel.[111][112]
- 1978: Daimler-Benz sản xuất động cơ diesel xe khách đầu tiên với bộ tăng áp tuabin ( Mercedes-Benz OM 617). [113]
- 1979: Nguyên mẫu đầu tiên của động cơ con trượt hai thì tốc độ thấp với hệ thống phun đường dẫn chung. [114]

#### Thập niên 1980

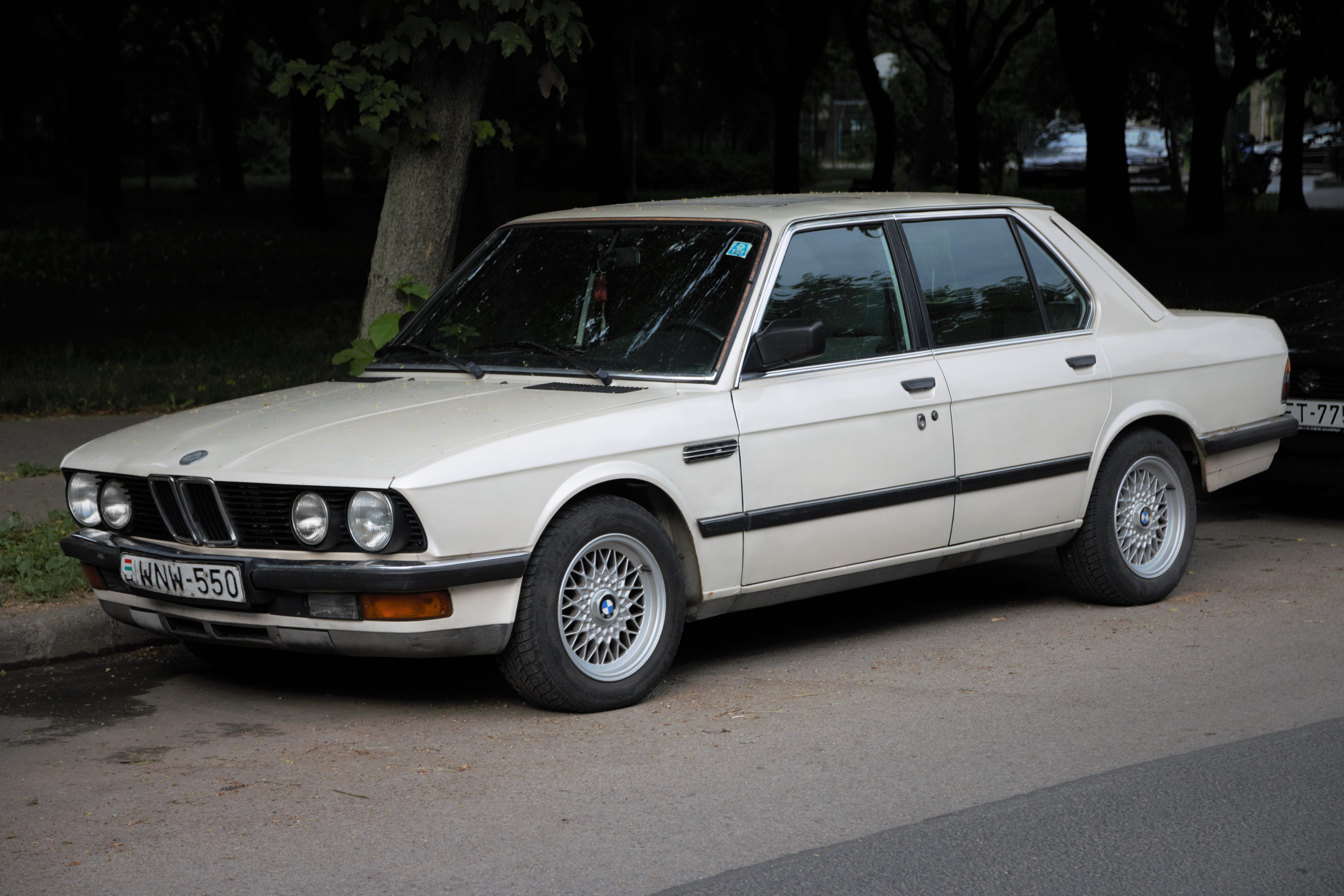
BMW E28 524td, chiếc xe khách đầu tiên được sản xuất hàng loạt với bơm bao áp điện tử

- 1981/82: Quét đơn dòng cho động cơ diesel hai thì trở thành tiêu chuẩn. [115]
- 1985: Tháng 12, thử nghiệm trên đường đối với hệ thống phun đường dẫn chung đối với các xe tải sử dụng động cơ 6VD 12,5/12 GRF-E đã sửa đổi của IFA W50. [116]
- 1986:  BMW E28 524td là chiếc xe chở khách đầu tiên trên thế giới được trang bị  bơm cao áp điện tử (được phát triển bởi  Bosch). [72] [117]
- 1987: Daimler-Benz giới thiệu máy bơm cao áp điện tử cho động cơ diesel xe tải. [72]
- 1988: Fiat Croma trở thành chiếc xe chở khách được sản xuất hàng loạt đầu tiên trên thế giới có  động cơ diesel  phun trực tiếp. [72]
- 1989: Audi 100 là chiếc xe chở khách đầu tiên trên thế giới có động cơ diesel tăng áp tua bin, phun nhiên liệu trực tiếp và điều khiển điện tử. [72]

#### Thập niên 1990
- 1992: 1 tháng 7, tiêu chuẩn khí thải Euro 1 có hiệu lực. [118]
- 1993: Động cơ diesel xe khách đầu tiên với bốn van trên mỗi xi-lanh, Mercedes-Benz OM 604. [113]
- 1994: Hệ thống kim phun đơn vị của Bosch cho động cơ diesel xe tải. [119]
- 1996: Động cơ diesel đầu tiên được phun trực tiếp và bốn van trên mỗi xi lanh, được sử dụng trong Opel Vectra. [120] [72]
- 1996: Bơm cao áp phân phối pít-tông hướng tâm đầu tiên của Bosch. [119]
- 1997: Động cơ diesel đường dẫn chung được sản xuất hàng loạt đầu tiên cho xe khách, Fiat 1.9 JTD. [72] [113]
- 1998: BMW thắng cuộc đua 24 giờ Nürburgring với BMW E36 đã được sửa đổi. Chiếc xe, được gọi là 320d, được trang bị động cơ diesel 2 lít, bốn động cơ thẳng hàng với phun trực tiếp và bơm phun phân phối điều khiển xoắn (Bosch VP 44), 180 kW. Mức tiêu thụ nhiên liệu là 23 l / 100 km, chỉ bằng một nửa mức tiêu thụ nhiên liệu của một chiếc xe chạy bằng chu trình Otto tương tự. [121]
- 1998: Volkswagen giới thiệu  Động cơ VW EA188 Pumpe-Düse (1.9 TDI), với bộ phun đơn vị điện tử do Bosch phát triển. [113]
- 1999: Daimler-Chrysler ra mắt động cơ diesel ba xi-lanh đường dẫn chung đầu tiên được sử dụng trong xe khách (Smart City Coupé). [72]

#### Thập niên 2000

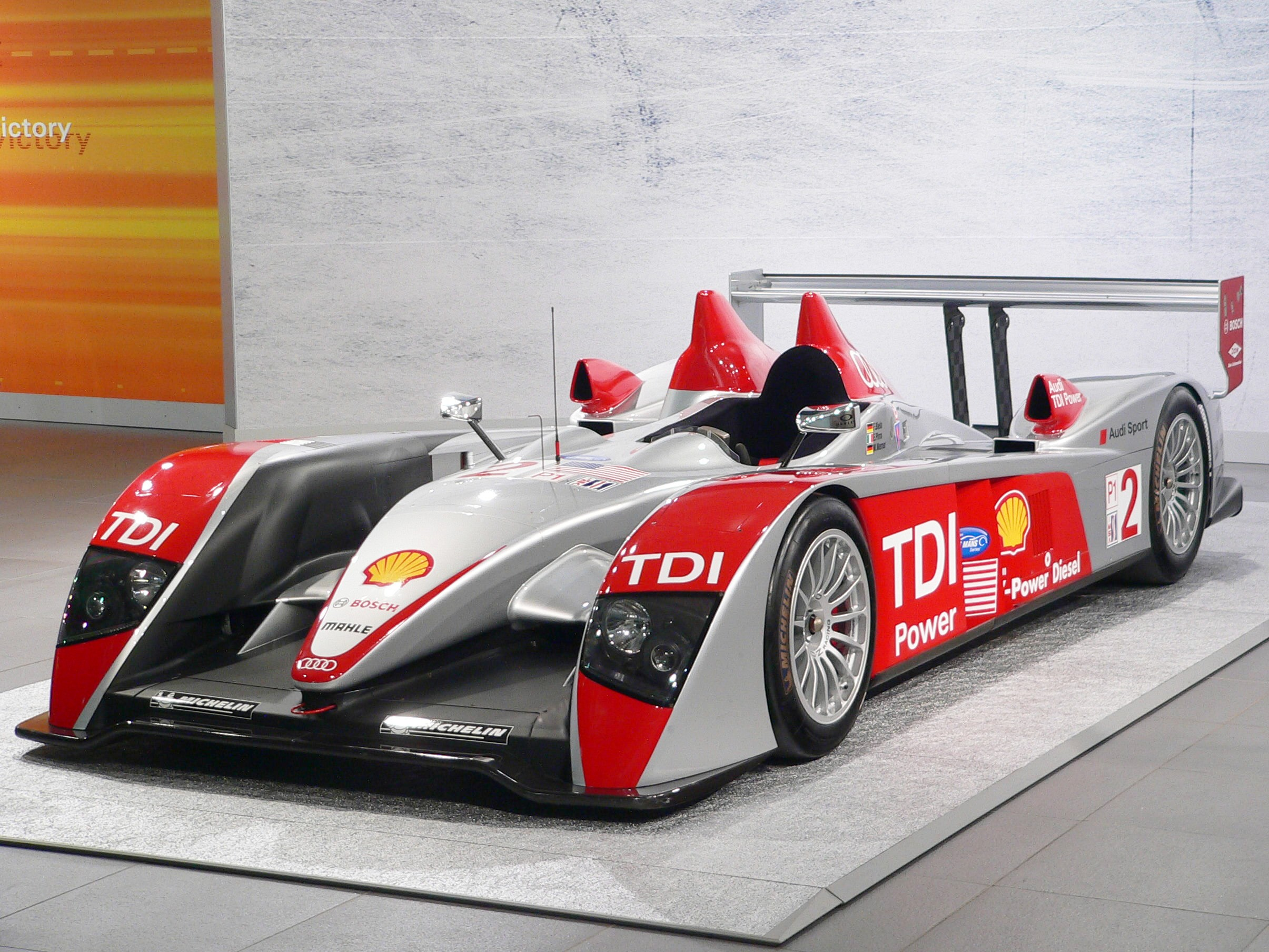
Audi R10 TDI, nhà vô địch 24 giờ Le Mans năm 2006.

- 2000: Peugeot giới thiệu bộ lọc hạt diesel cho xe ô tô chở khách. [72] [113]
- 2002: Công nghệ kim phun áp điện của Siemens. [122]
- 2003: Công nghệ kim phun áp điện của Bosch, [123] và Delphi. [124]
- 2004: BMW giới thiệu tăng áp hai giai đoạn với động cơ BMW M57. [113]
- 2006: Động cơ diesel mạnh nhất thế giới, Wärtsilä RT-flex96C được sản xuất. Nó có công suất 80.080 kW. [125]
- 2006: Audi R10 TDI, được trang bị động cơ V12-TDI 5,5 lít, công suất 476 kW, chiến thắng 24 giờ Le Mans 2006. [72]
- 2006: Daimler-Chrysler ra mắt động cơ xe khách sản xuất hàng loạt đầu tiên với xử lý khí thải giảm xúc tác chọn lọc,  Mercedes-Benz OM 642. Nó hoàn toàn tuân thủ tiêu chuẩn khí thải Tier2Bin8. [113]
- 2008: Volkswagen giới thiệu  xúc tác LNT cho động cơ diesel xe khách với  VW 2.0 TDI. [113]
- 2008: Volkswagen bắt đầu sản xuất hàng loạt động cơ diesel xe khách lớn nhất, V12 TDI 6 lít của Audi. [113]
- 2008: Subaru giới thiệu động cơ diesel đối theo chiều ngang đầu tiên được trang bị cho xe khách. Nó là động cơ đường dẫn chung 2 lít, công suất 110 mã lực. [126]

#### Thập niên 2010
- 2010:  Mitsubishi đã phát triển và bắt đầu sản xuất hàng loạt  4N13 1.8L DOHC I4, động cơ diesel xe khách đầu tiên trên thế giới có hệ thống định thời van biến thiên . [117]
- 2012: BMW giới thiệu tăng áp hai giai đoạn với ba bộ tăng áp cho động cơ BMW N57. [113]
- 2015:  Hệ thống đường dẫn chung hoạt động với áp lực 2.500 bar được ra mắt. [72]
- 2015: Trong vụ bê bối khí thải của Volkswagen, Cục Bảo vệ Môi sinh Hoa Kỳ đã đưa ra thông báo vi phạm  Đạo luật về không khí sạch của Volkswagen Group sau khi phát hiện ra rằng Volkswagen đã cố tình lập trình  động cơ diesel phun trực tiếp tăng áp tua bin (TDI) kích hoạt một số kiểm soát khí thải chính chỉ trong phòng thí nghiệm kiểm tra khí thải.[127][128][129][130]

## Nguyên lý hoạt động

### Đặc điểm
Các đặc điểm của động cơ diesel là 
- Nén đánh lửa: Do nén gần như đoạn nhiệt, nhiên liệu bốc cháy mà không có bất kỳ thiết bị đánh lửa nào như bugi.
- Sự hình thành hỗn hợp bên trong buồng đốt: Không khí và nhiên liệu được trộn trong buồng đốt chứ không phải trong ống dẫn khí vào.
- Điều chỉnh tốc độ động cơ chỉ bằng chất lượng hỗn hợp: Thay vì điều tiết hỗn hợp nhiên liệu-không khí, lượng mô-men xoắn được tạo ra (dẫn đến chênh lệch tốc độ quay của trục khuỷu) chỉ được thiết lập bằng khối lượng nhiên liệu được phun, luôn luôn trộn với càng nhiều không khí càng tốt.
- Hỗn hợp nhiên liệu-không khí không đồng nhất: Sự phân tán không khí và nhiên liệu trong buồng đốt không đồng đều.
- Tỷ lệ không khí cao: Do luôn chạy với không khí nhiều nhất có thể và không phụ thuộc vào hỗn hợp chính xác của không khí và nhiên liệu, động cơ diesel có không khí tỷ lệ nhiên liệu nghèo hơn so với phép đo lường ({\displaystyle \lambda _{v}\geq \lambda _{min}>1}).
- Ngọn lửa khuếch tán: Khi đốt cháy, trước tiên oxy phải khuếch tán vào ngọn lửa, thay vì phải trộn oxy và nhiên liệu trước khi đốt, điều này sẽ dẫn đến ngọn lửa trộn sẵn.
- Nhiên liệu có hiệu suất đánh lửa cao: Vì động cơ diesel chỉ dựa vào nén đánh lửa, nhiên liệu có hiệu suất đánh lửa cao (chỉ số Cetane) là lý tưởng cho hoạt động của động cơ thích hợp, nhiên liệu có khả năng chống va đập tốt (chỉ số octan) như xăng là tối ưu cho động cơ diesel.

### Chu kỳ của động cơ diesel

Sơ đồ p-V cho chu trình diesel lý tưởng. Chu trình theo các số 1-4 theo chiều kim đồng hồ. Trục hoành là thể tích của xi lanh. Trong chu trình diesel, quá trình đốt cháy xảy ra ở áp suất gần như không đổi. Trên sơ đồ này, công được tạo ra cho mỗi chu kỳ tương ứng với diện tích trong vòng lặp.

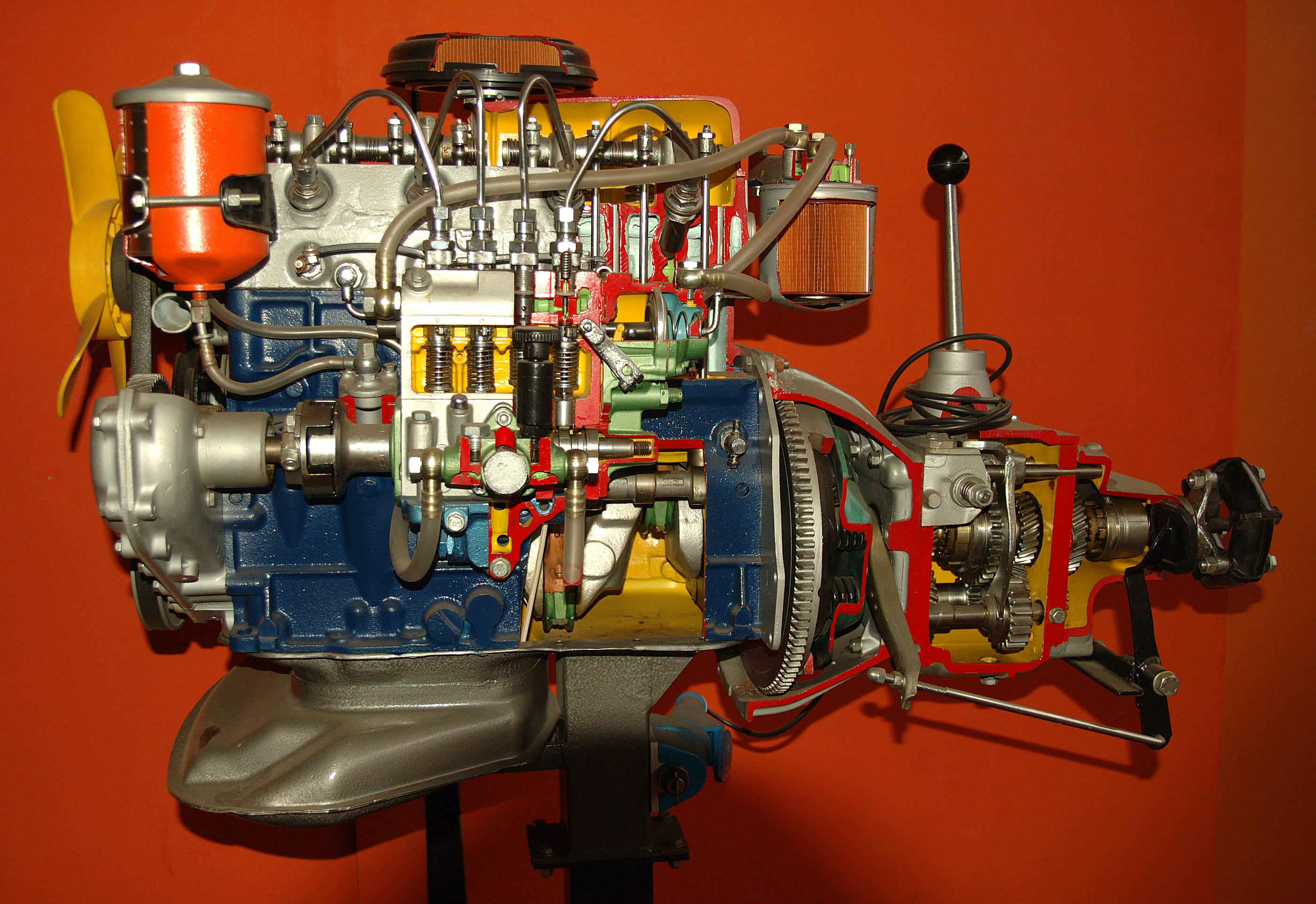
Mô hình động cơ diesel, bên trái

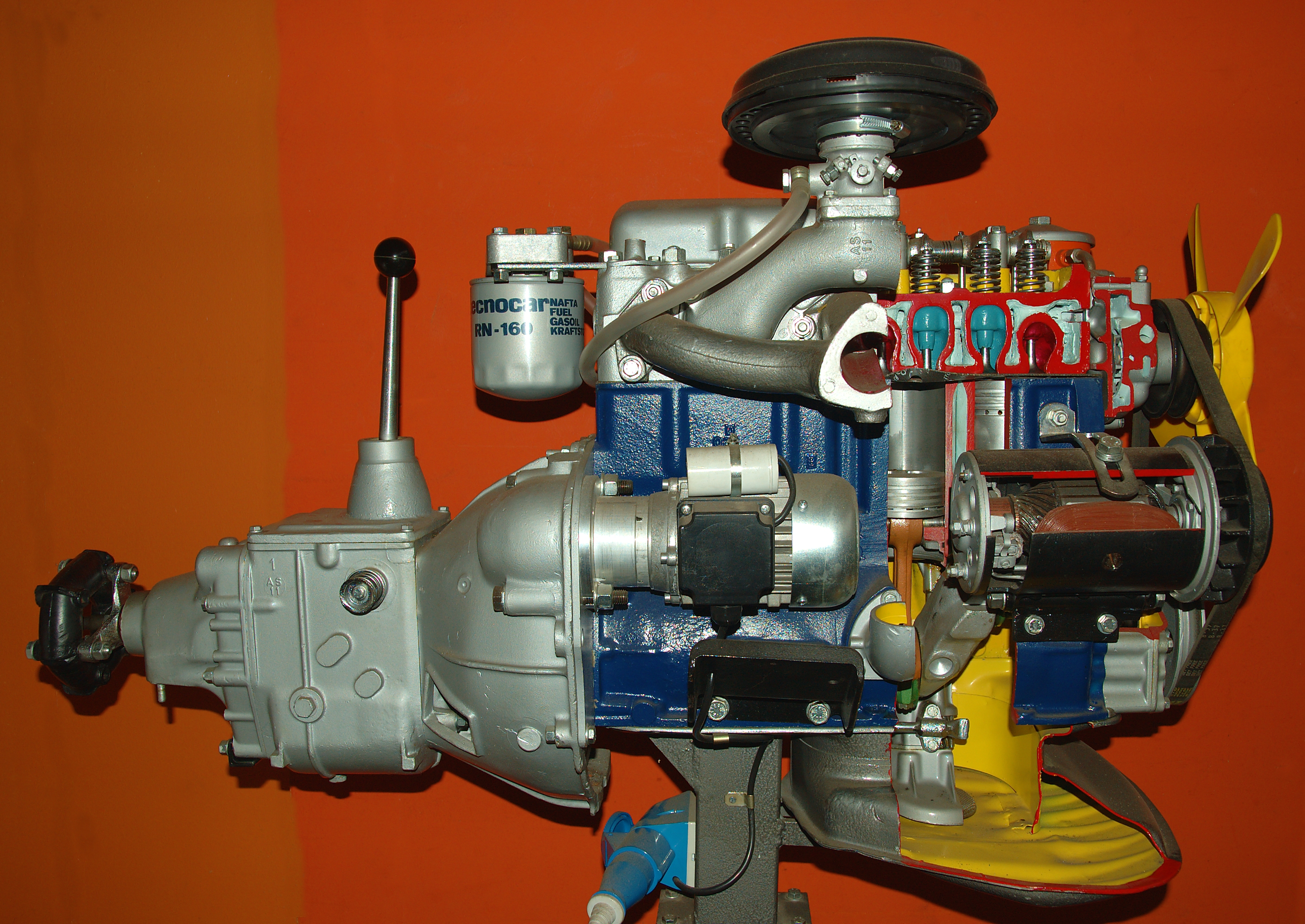
Mô hình động cơ diesel, bên phải

#### Kỳ nạp
Piston còn nằm ở ĐCT. Lúc này trong thể tích buồng cháy Vc còn đầy  khí sót của chu trình trước, áp suất khí sót bên trong xilanh cao hơn áp suất khí quyển. Trên đồ thị công, vị trí bắt đầu  kỳ nạp tương ứng với điểm r. Khi trục khuỷu quay, thanh truyền làm chuyển dịch pittông từ ĐCT đến ĐCD, xuppap nạp mở thông xilanh với đường ống nạp.
Cùng với sự tăng tốc của pittông, áp suất môi chất trong xilanh trở nên nhỏ dần hơn so với áp suất trên đường ống nạp pk (pk  0,01- 0,03Mpa). Sự giảm áp suất bên trong xilanh so với áp suất của đường ống nạp tạo nên quá trình nạp (hút) môi chất mới (không khí) từ đường ống nạp vào xilanh. Trên đồ thị công, kỳ nạp được thể hiện qua đường r-a. Áp suất môi chất đối với động cơ ta xét bằng với áp suất khí quyển.(lúc này áp suất trong buồng đốt sẽ lớn hơn áp suất khí quyển, như thê không khí bên ngoài sẽ được nạp nhanh và nhiều hơn vào trong xi lanh).

#### Kỳ nén
Piston chuyển dịch từ  ĐCD ,đến ĐCT, các xupap hút và xả đều đóng, môi chất bên trong xilanh bi nén lại. Cuối kỳ nạp khi pittông còn ở tại ĐCD, áp suất môi chất bên trong xilanh pa còn nhỏ hơn pk. Đầu kỳ nén, pittông từ ĐCD đến ĐCT khi tới điểm áp suất bên trong xilanh mới đạt tới giá trị pk. Do đó, để hoàn thiện quá trình nạp người ta vẫn để xupap nạp tiếp tục mở (trước điểm a’). Việc đóng xupap nạp là nhằm để lợi dụng sự chênh áp giữa xilanh và đường ống nạp cũng như động năng của dòng khí đang lưu động trên đường ống nạp để nạp thêm môi chất mới vào xilanh.
Sau khi đóng xupap nạp, chuyển động đi lên của pittông sẽ làm áp suất và nhiệt độ của môi chất tiếp tục tăng lên. Giá trị của áp suất cuối quá trình nén pc (tại điểm c) phụ thuộc vào tỷ số nén , độ kín của buồng đốt, mức độ tản nhiệt của thành vách xilanh và áp suất của môi chất ở đầu quá trình nén pa.
Việc tự bốc cháy của hỗn hợp khí phải cần một thời gian nhất định, mặc dù rất ngắn. Muốn sử dụng tốt nhiệt lượng do nhiên liêu cháy sinh ra thì điểm bắt đầu và điểm kết thúc quá trình cháy phía ở lân cận ĐCT. Do đó việc phun nhiên liệu vào xilanh động cơ đều được thực hiện trước khi pittông đến ĐCT. Trên đồ thị công kỳ nén được thể hiện qua đường cong a-c.

#### Kỳ cháy và giãn nở
Đầu kỳ cháy và giãn nở, hỗn hợp không khí-nhiên liệu được tạo ra ở cuối quá trình nén được bốc cháy nhanh. Do có một nhiệt lượng lớn được toả ra, làm nhiệt độ và áp suất môi chất tăng mạnh, mặc dù thể tích làm việc có tăng lên chút ít (đường c-z trên đồ thị công). Dưới tác dụng đẩy của lực do áp suất môi chất tạo ra, pittông tiếp tục đẩy xuống thực hiện quá trình giãn nở của môi chất trong  xilanh. Trong quá trình giãn nở môi chất đẩy pittông sinh công, do đó kỳ cháy và giãn nở được gọi là hành trình công tác (sinh công). Trên đồ thị kỳ cháy và giãn nở được biểu diễn qua đường c-z-b.

#### Kỳ thải
Kỳ thải trong kỳ này, động cơ thực hiện quá trình xả sạch khí thải ra khỏi xilanh. Piston chuyển dịch từ ĐCD đến ĐCT đẩy khí thải ra khỏi xilanh qua đường xupap thải đang mở vào đường ống thải, do áp suất bên trong xilanh ở cuối quá trình thải còn khá cao, nên xupap xả bắt đầu mở khi pittông còn cách ĐCD 430 góc quay của truc khuỷu. nhờ vậy, giảm được lực cản đối với pittông trong quá trình thải khí và nhờ sự chênh áp lớn tạo sự thoát khí dễ dàng từ xilanh ra đường ống thải, cải thiện được việc quét sạch khí thải ra khỏi xilanh động cơ. Trên đồ thị công, kỳ thải được thể hiện qua đường b-r.
Kỳ thải kết thúc chu trình công tác, tiếp theo pittông sẽ lặp lại kỳ nạp theo trình tự chu trình công tác động cơ nói trên.
Để thải sạch sản phẩm cháy ra khỏi xilanh, xupap xả không đóng tại vị trí ĐCT mà chậm hơn một chút, sau khi pittông qua khỏi ĐCT 170 góc quay trục khuỷu, nghĩa là khi đã bắt đầu kỳ một.
Để giảm sức cản cho quá trình nạp, nghĩa là cửa nạp phải được mở dần trong khi pittông đi xuống trong kỳ một, xupap nạp cũng được mở sớm một chút trước khi pittông đến điểm chết trên 170 góc quay trục khuỷu. Như vậy vào cuối kỳ thải và đầu kỳ nạp cả hai xupap nạp và xả đều mở.

### Hiệu suất
Do tỷ số nén cao, động cơ diesel có hiệu suất cao và việc không có van tiết lưu có nghĩa là tổn thất trao đổi điện tích khá thấp, dẫn đến mức tiêu thụ nhiên liệu cụ thể thấp, đặc biệt là trong các tình huống tải trung bình và thấp. Điều này làm cho động cơ diesel rất kinh tế.  Mặc dù động cơ diesel có hiệu suất lý thuyết là 75%, nhưng  trong thực tế, nó thấp hơn nhiều. Trong bài tiểu luận năm 1893  Lý thuyết và chế tạo động cơ nhiệt thuần túy , Rudolf Diesel mô tả rằng hiệu quả hiệu quả của động cơ diesel sẽ nằm trong khoảng 43,2% đến 50,4%, hoặc thậm chí cao hơn. Động cơ diesel xe khách hiện đại có thể có hiệu suất lên tới 43%, trong khi động cơ trong xe tải diesel lớn và xe buýt có thể đạt hiệu suất cao nhất khoảng 45%.  Tuy nhiên, hiệu suất trung bình trong một chu kỳ dẫn động thấp hơn hiệu suất cao nhất. Ví dụ: có thể là 37% cho một động cơ có hiệu suất cao nhất là 44%.  Hiệu suất động cơ diesel cao nhất lên tới 55% đạt được nhờ động cơ diesel thủy phi cơ hai kỳ lớn.

### Ưu điểm chính
Động cơ diesel có một số lợi thế so với động cơ hoạt động trên các nguyên tắc khác:
- Động cơ diesel có hiệu suất cao nhất trong tất cả các động cơ đốt. [138]
  - Động cơ diesel phun nhiên liệu trực tiếp vào buồng đốt, không bị hạn chế khí nạp ngoài bộ lọc khí và hệ thống ống khí vào và không có chân không đường ống vào để thêm tải ký sinh và tổn thất bơm do pít-tông bị kéo xuống so với chân không của hệ thống hút. Làm đầy xi lanh với không khí trong khí quyển được hỗ trợ và hiệu suất thể tích được tăng lên vì lý do tương tự.
  - Mặc dù hiệu quả nhiên liệu (khối lượng đốt cháy với mỗi đơn vị năng lượng được tạo ra) của động cơ diesel giảm ở mức tải thấp hơn, nhưng nó không giảm nhanh như động cơ xăng hoặc tua bin thông thường.[139]

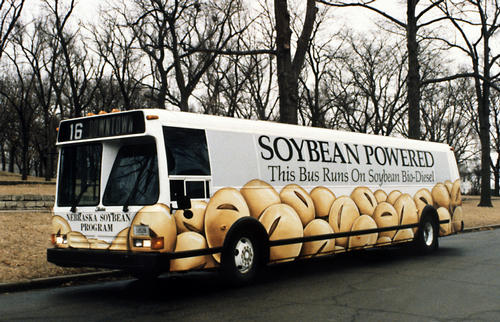
Xe buýt chạy bằng diesel sinh học

- Xe buýt chạy bằng diesel sinh học Động cơ diesel có thể đốt cháy một số lượng rất lớn loại nhiên liệu, bao gồm một số loại dầu nhiên liệu, có lợi thế hơn nhiên liệu như xăng. Những ưu điểm này bao gồm:
  - Chi phí nhiên liệu thấp, vì dầu nhiên liệu tương đối rẻ
  - Đặc tính bôi trơn tốt
  - Mật độ năng lượng cao
  - Nguy cơ bắt lửa thấp, vì chúng không tạo thành hơi dễ cháy
  - Diesel sinh học là một loại nhiên liệu không dựa trên dầu mỏ (thông qua transesterification) có thể chạy trực tiếp trong nhiều động cơ diesel, trong khi động cơ xăng cần điều chỉnh để chạy nhiên liệu tổng hợp hoặc sử dụng chúng làm phụ gia cho xăng (ví dụ: ethanol được thêm vào gasohol).
- Động cơ diesel có hành vi thải khí thải rất tốt. Khí thải chứa lượng tối thiểu carbon monoxide và Hiđrôcacbon. Động cơ diesel phun trực tiếp phát ra lượng nitơ oxit như động cơ chu trình Otto. Tuy nhiên, động cơ được bơm vào buồng xoáy và buồng đốt trước, phát ra nitơ oxit ít hơn khoảng 50% so với động cơ chu trình Otto khi chạy đầy tải.[140] So với động cơ chu trình Otto, động cơ diesel phát thải các chất ô nhiễm ít hơn 10 lần và carbon dioxide ít hơn 3 lần.[141]
- Chúng không có hệ thống đánh lửa điện cao áp, dẫn đến độ tin cậy cao và dễ dàng thích nghi với môi trường ẩm ướt. Việc không có cuộn dây, dây bugi, v.v., cũng giúp loại bỏ nguồn  phát xạ tần số vô tuyến có thể gây nhiễu cho các thiết bị dẫn đường và liên lạc, đặc biệt quan trọng trong các ứng dụng hàng hải và máy bay, và để ngăn chặn nhiễu với kính viễn vọng vô tuyến. (Vì lý do này, chỉ các phương tiện chạy bằng diesel mới được phép ở các khu vực của Vùng yên lặng vô tuyến điện quốc gia.) [142]
- Động cơ diesel có thể chấp nhận áp suất tăng áp hoặc tăng áp tua bin mà không có bất kỳ giới hạn tự nhiên nào, [143] chỉ bị giới hạn bởi thiết kế và giới hạn vận hành của các bộ phận động cơ, chẳng hạn như áp suất, tốc độ và tải. Điều này không giống như động cơ xăng, chắc chắn sẽ phát nổ ở áp suất cao hơn nếu điều chỉnh động cơ và/hoặc điều chỉnh chỉ số octan nhiên liệu không được thực hiện để bù vào.

## Ứng dụng

### Thủy phi cơ

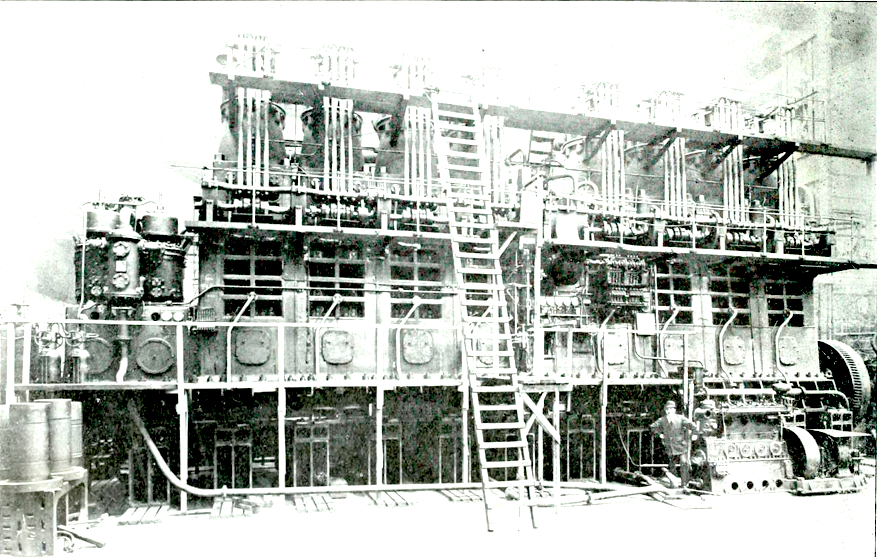
Một trong tám xi lanh 3200 I.H.P. Harland và Wolff - Động cơ diesel Burmeister & Wain được lắp đặt trong động cơ thuyền máy Glenapp. Đây là động cơ diesel công suất cao nhất (1920) được lắp đặt trong một con tàu. Lưu ý người đàn ông đứng dưới bên phải để so sánh kích thước.

Các yêu cầu cho động cơ diesel hàng hải rất khác nhau tùy thuộc vào ứng dụng. Đối với ứng dụng quân sự và thuyền cỡ trung bình, động cơ diesel bốn thì tốc độ trung bình là phù hợp nhất. Những động cơ này thường có tới 24 xi-lanh và đi kèm với đầu ra công suất trong khu vực Megawatt một chữ số. Thuyền nhỏ có thể sử dụng động cơ diesel xe tải. Các tàu lớn sử dụng động cơ diesel hai thì cực kỳ hiệu quả, tốc độ thấp. Chúng có thể đạt hiệu suất lên tới 55%. Không giống như hầu hết các động cơ diesel thông thường, động cơ thủy phi cơ hai thì sử dụng dầu nặng có độ nhớt cao. Tàu ngầm thường sử dụng động cơ diesel-điện.
Các động cơ diesel đầu tiên dùng cho tàu được chế tạo bởi A. B. Diesels Motorer Stockholm vào năm 1903. Những động cơ này là các đơn vị ba xi-lanh 120 PS (88 kW) và bốn xi-lanh 180 PS (132 kW) và được sử dụng cho tàu Nga. Trong Thế chiến I, đặc biệt là phát triển động cơ diesel tàu ngầm tiến bộ nhanh chóng. Vào cuối Chiến tranh, các động cơ hai thì kiểu piston hoạt động kép với công suất lên tới 12.200 PS (9 MW) đã được chế tạo để sử dụng trên biển.

### Hàng không
Chẳng hạn, động cơ diesel đã được sử dụng trong máy bay trước Thế chiến II, trong chiếc khinh khí cầu LZ 129 Hindenburg, được trang bị bốn động cơ diesel Daimler-Benz DB 602, hoặc trong một số máy bay Junkers có động cơ Jumo 205. Cho đến cuối những năm 1970, vẫn chưa có bất kỳ ứng dụng nào của động cơ diesel trong máy bay. Năm 1978, Karl H. Bergey lập luận rằng, "khả năng của một động cơ diesel hàng không nói chung trong tương lai gần khá mơ hồ". Trong những năm gần đây (2016), động cơ diesel đã được sử dụng trong máy bay không người lái (UAV) do có độ tin cậy, độ bền và mức tiêu thụ nhiên liệu thấp. Đầu năm 2019, AOPA đã báo cáo rằng một mô hình động cơ diesel cho máy bay hàng không nói chung đang "tiến tới vạch đích".

### Động cơ diesel địa hình

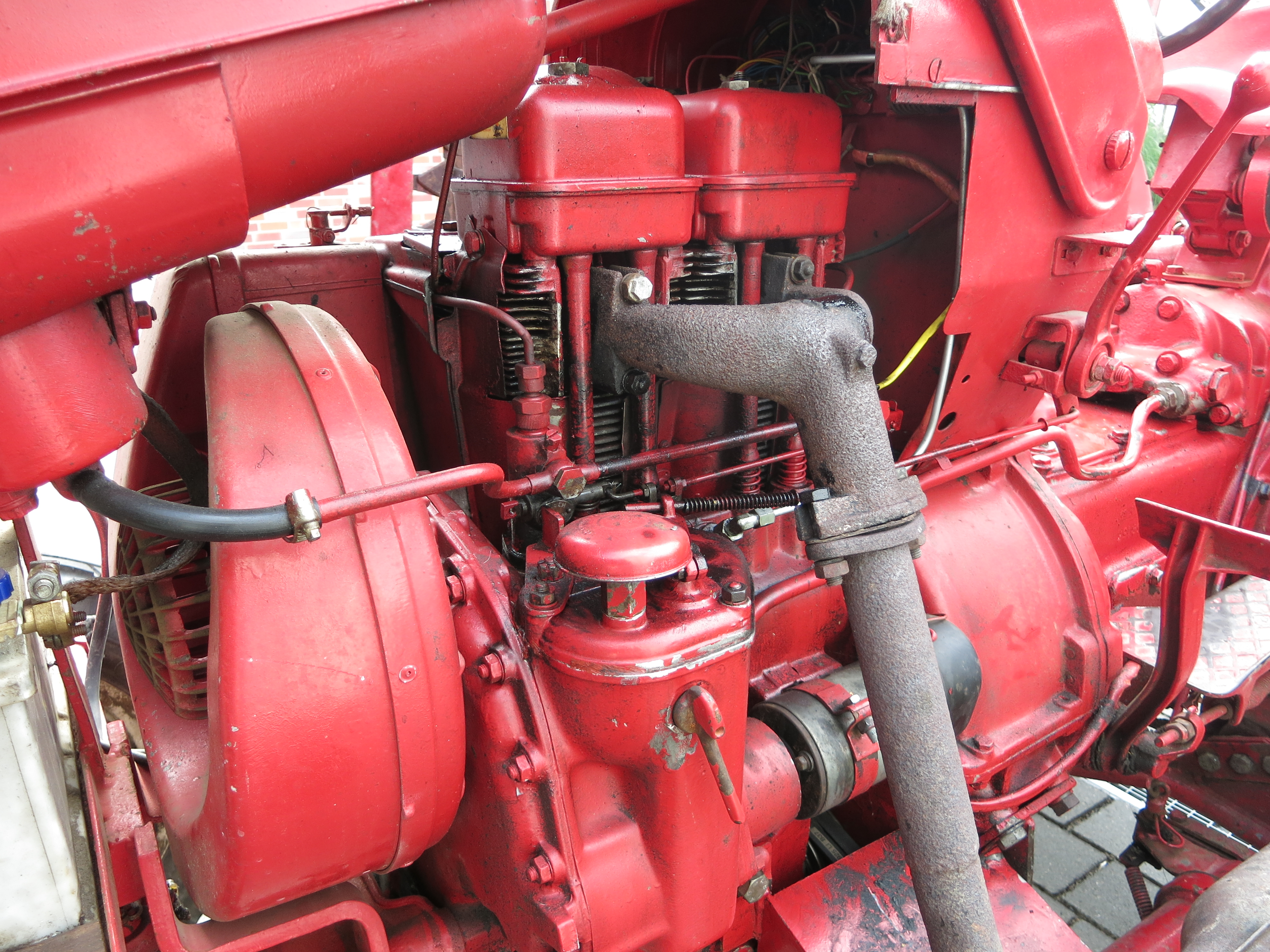
Động cơ diesel làm mát bằng không khí của chiếc Porsche 218 1959

Động cơ diesel địa hình thường được sử dụng cho các thiết bị xây dựng. Hiệu quả nhiên liệu, độ tin cậy và dễ bảo trì là rất quan trọng đối với các động cơ như vậy trong khi công suất cao và hoạt động yên tĩnh là không đáng kể. Do đó, phun nhiên liệu điều khiển cơ học và làm mát không khí vẫn còn rất phổ biến. Công suất chung của động cơ diesel xe địa hình khác nhau rất nhiều, với các đơn vị nhỏ nhất là từ 3 kW và động cơ mạnh nhất là động cơ xe tải hạng nặng.

### Động cơ diesel cố định

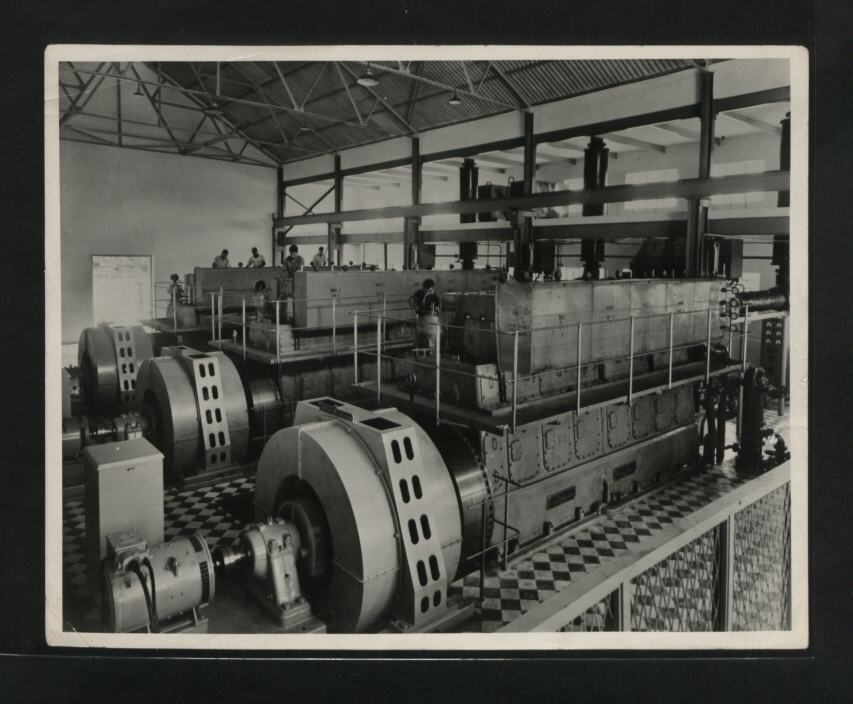
Ba bộ máy phát điện diesel 7SRL của English Electric đang được lắp đặt tại Nhà máy điện Saateni, Zanzibar 1955

Động cơ diesel cố định thường được sử dụng để phát điện nhưng cũng để cung cấp năng lượng cho máy nén dàn lạnh hoặc các loại máy nén hoặc máy bơm khác. Thông thường, các động cơ này chạy vĩnh viễn với hầu hết tải một phần hoặc không liên tục với đầy tải. Động cơ diesel cố định cung cấp năng lượng cho máy phát điện tạo ra dòng điện xoay chiều, thường hoạt động với tải xoay chiều, nhưng tần số quay cố định. Điều này là do tần số cố định của nguồn chính là 50 Hz (Châu Âu) hoặc 60 Hz (Hoa Kỳ). Tần số quay trục khuỷu của động cơ được chọn sao cho tần số của nguồn điện là bội số của nó. Để phù hợp với thực tế, tần số quay của trục khuỷu là 25 Hz (1500 mỗi phút) hoặc 30 Hz (1800 mỗi phút).

## Động cơ thải nhiệt thấp
Một dòng nguyên mẫu động cơ đốt trong kiểu piston đặc biệt đã được phát triển trong nhiều thập kỷ với mục tiêu cải thiện hiệu quả bằng cách giảm tổn thất nhiệt. Những động cơ này được gọi là động cơ đoạn nhiệt do sự giản nở đoạn nhiệt tốt hơn; động cơ thải nhiệt thấp, hoặc động cơ nhiệt độ cao. Chúng thường là động cơ piston với các bộ phận buồng đốt được lót bằng lớp phủ cách nhiệt bằng gốm. Một số sử dụng piston và các bộ phận khác làm bằng titan có độ dẫn nhiệt và mật độ thấp. Một số thiết kế có thể loại bỏ việc sử dụng hệ thống làm mát và tổn thất ký sinh liên quan. Phát triển chất bôi trơn có thể chịu được nhiệt độ cao hơn có liên quan là một rào cản lớn đối với thương mại hóa.

## Sự phát triển trong tương lai
Vào giữa những năm 2010, các mục tiêu phát triển chính cho động cơ diesel trong tương lai được mô tả là cải thiện khí thải, giảm mức tiêu thụ nhiên liệu và tăng tuổi thọ (2014). Người ta nói rằng động cơ diesel, đặc biệt là động cơ diesel cho xe thương mại, sẽ vẫn là động cơ xe quan trọng nhất cho đến giữa những năm 2030. Các biên tập viên cho rằng độ phức tạp của động cơ diesel sẽ tăng hơn nữa (2014). Một số biên tập viên mong đợi sự hội tụ trong tương lai của các nguyên lý hoạt động của động cơ diesel và Otto do các bước phát triển động cơ Otto được thực hiện theo hướng đánh lửa nén nạp đồng nhất (2017).  Ngoài ra còn có động cơ đốt trong Hydrogen mới cho ô tô và xe tải.